# Klittnattljus
Klittnattljus (Oenothera ammophila) är en dunörtsväxt som beskrevs av Wilhelm Olbers Focke. Den ingår i släktet nattljussläktet och familjen dunörtsväxter. Inga underarter finns listade i Catalogue of Life.
Klittnattljus är i Sverige en rödlistad, sällsynt, 40 - 80 centimeter hög växt, som blommar i juni-augusti. Den är lik nattljus men bladrosetten sitter till skillnad från nattljus en bit ovan markytan och rosettbladen är spetsiga. Stjälken är uppstigande. Bladen är blåaktigt gröna, vithåriga och nästan helbräddade. Blomställningen är böjd upptill och kronbladen är 11-16 millimeter och lika långa som ståndarna. Kapseln är 1,5 – 2,5 centimeter och först rödstrimmig.
Det finns olika uppfattning om varifrån arten kommer. I "Den nya nordiska floran" tryckt 2003 anges det vara nordöstra Nordamerika medan andra anger att arten eventuellt så sent som på 1800-talet har uppstått i Europa genom hybridisering mellan ursprungligen nordamerikanska arter.

## Förekomst och utbredning
Den geografiska utbredningen är dynområden vid havet och tillfälligtvis också ruderatmark längs nordsjökusten i Nederländerna, Tyskland, Danmark och Norge.
I Sverige redovisas årligen enstaka fynd i Halland och nordvästra Skåne. I Norge finns fasta bestånd på några lokaler utefter sydkusten i Rogaland och Vest-Agder. I Danmark finns med första fynd 1926 ett tiotal lokaler längs Jyllands västkust och det finns också rapporter från Mön på 1980-talet.